# Vilhelm III av Sicilien

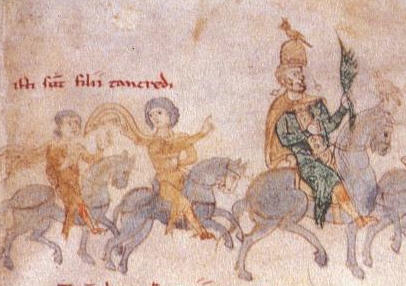
Vilhelm III av Sicilien tillsammans med fadern och den äldre brodern Roger III av Sicilien.

Vilhelm III av Sicilien, född 1186, död 1198, var en monark (kung) av Sicilien några månader 1194. Han var son till Tankred av Sicilien och Sibylla av Acerra.